# 敦煌市

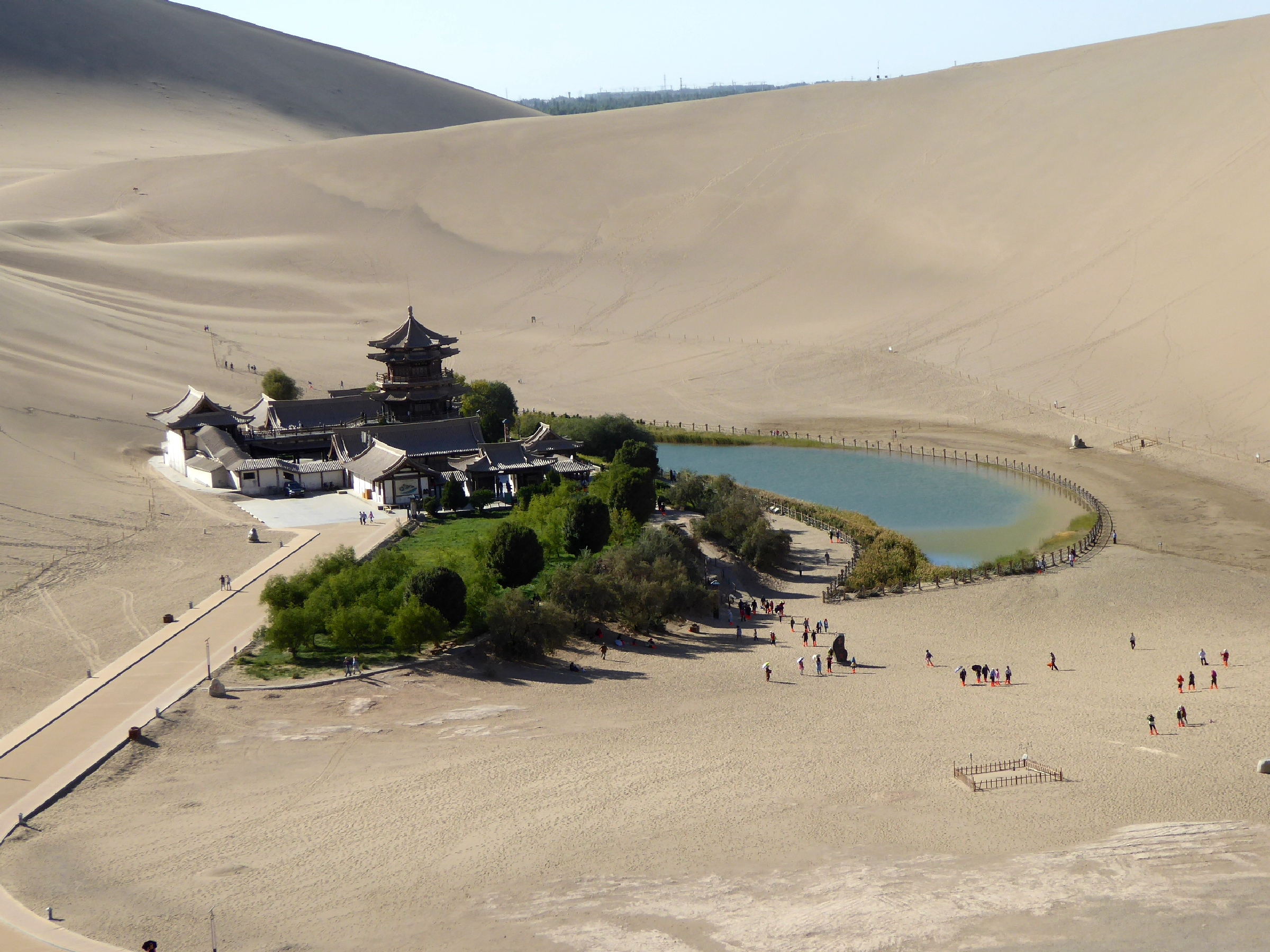
敦煌郊外にある月牙泉。背後は鳴沙山

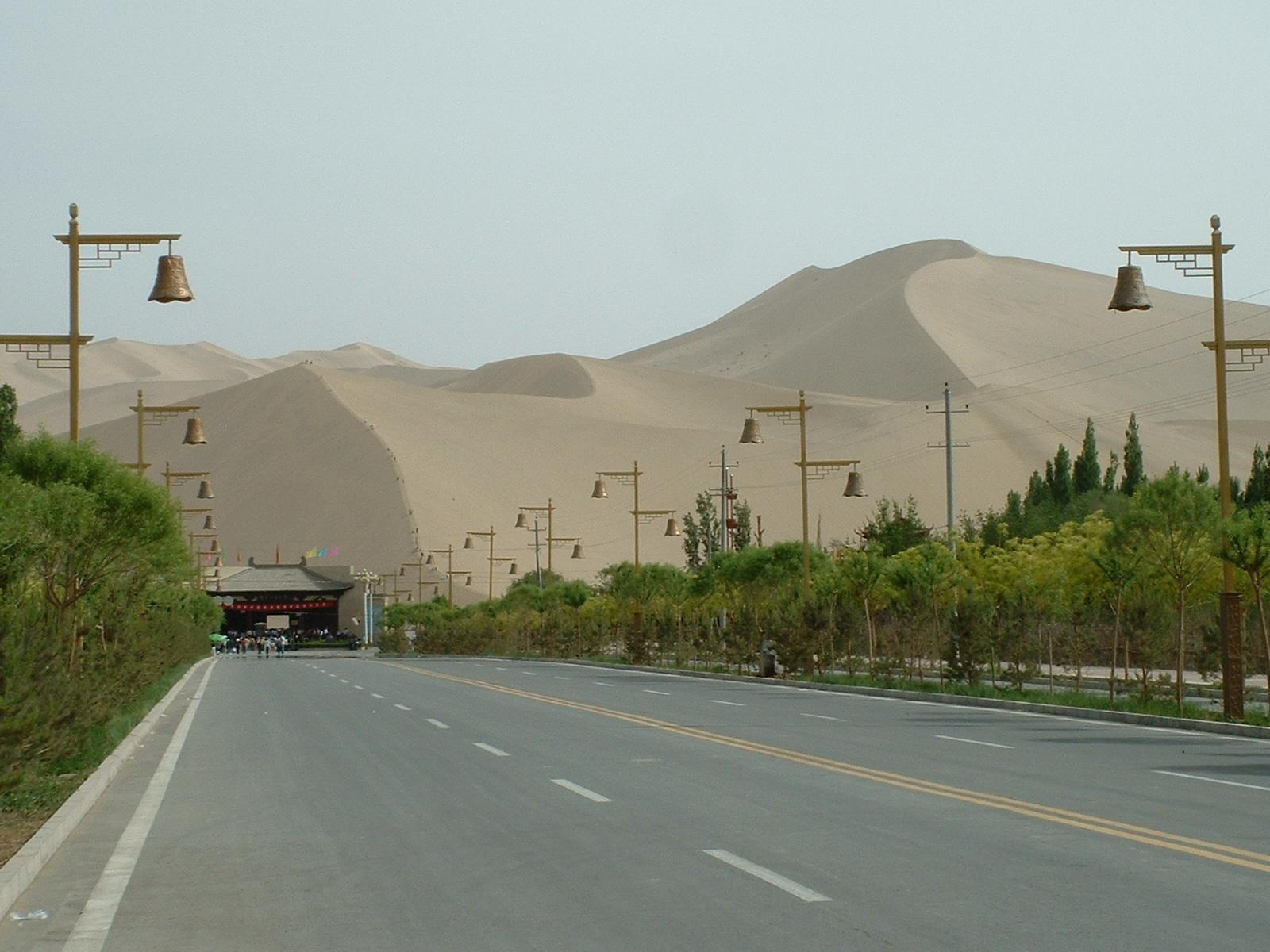
敦煌市街地から鳴沙山・月牙泉方面行きの道路

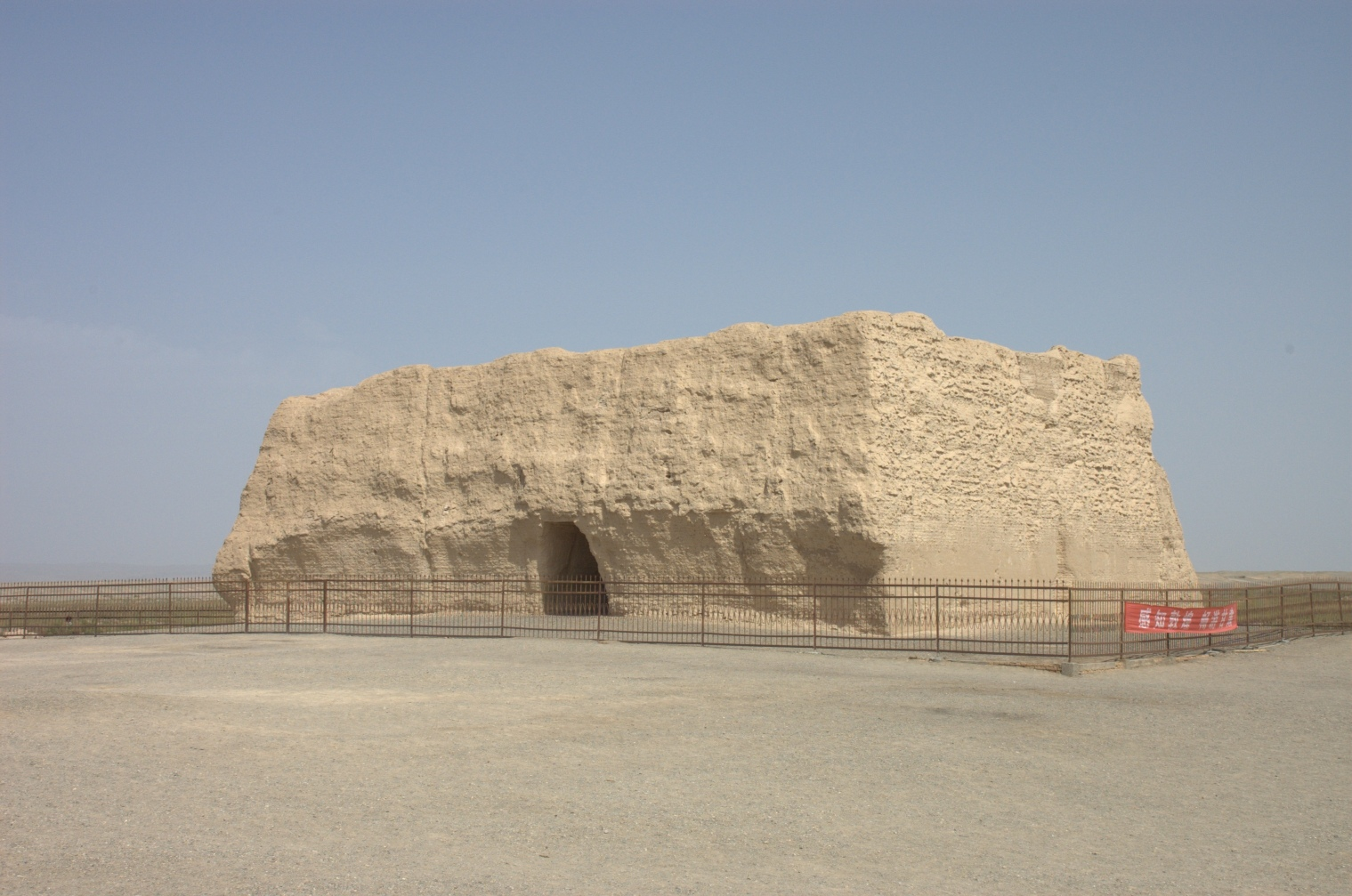
玉門関遺跡

敦煌市（とんこう-し、ドゥンファン-し、拼音: Dūnhuáng）は、中華人民共和国甘粛省北西部の都市。酒泉市の管轄下の県級市である。かつてシルクロードの分岐点として栄えたオアシス都市であり、近隣にある莫高窟とそこから出た敦煌文書で有名である。歴史的な敦煌は現在の敦煌市と瓜州県を合わせた領域にほぼ重なる。

## 地理
青蔵高原の北縁、河西走廊の西端にあり、古くから中国と西域との出入口として使われる。西にはタリム盆地が広がり、北には戈壁灘（ゴビ平原）、南は祁連山脈とツァイダム盆地を望む。西部には淡水湿地と塩性湿地が発達している西湖があり、一帯は2022年にラムサール条約登録地となった。
年平均気温9℃、降水量39mm。作物は主に綿花、小麦、トウモロコシ、果物など。野生動物はハイイロネコ、コウジョウセンガゼル、ナベコウ、ヘラサギ、フタコブラクダ、ノウマなどが生息している。
約250キロメートル東に玉門、300キロメートル北に新疆ウイグル自治区のクムル（ハミ）が位置している。
昔の関所として、西北約80kmの所にあるのが「玉門関」、南西約70kmの所にあるのが「陽関」。陽関は、王維の唐詩「送元二使安西」でも有名。この詩は、友人の西域（安西：現庫車辺り）派遣に際し、王維が咸陽（現西安北西部）で、友人元常（元二）を見送る際に綴ったとされている。最後の行が有名で、「西出陽関無故人（陽関から西へ出れば、もう知る人も無いんだから）」と言い、酒を飲み交わした。

## 歴史

### 帝国時代
敦煌の名前は後漢の学者応劭によると「大にして盛ん」と言う事だが、実際には紀元前からこの地を支配していた月氏の言葉の音訳であるとされる。
紀元前2世紀前半に匈奴に冒頓単于が立ち、月氏を攻めてこの地は匈奴の支配下に入る。冒頓の時代には匈奴に押され気味であった前漢だったが、武帝の代になって西域に対して積極的に遠征を行い、この地に敦煌郡を設置した。敦煌郡の設置年代についてはかつては紀元前111年と言われていたが、紀元前92年ごろの李広利将軍の大宛（フェルガナ）遠征の際に設置されたとする説が有力となっている。
その後、河西回廊（現在の甘粛省）を漢が制圧すると、敦煌の西に防御拠点の玉門関と陽関が設置され、漢の西域経営の中心地となり、西方からの汗血馬・ブドウ・ゴマなどの産物や仏教がこの地を通って漢に運ばれ、漢からは絹が西方へと運ばれた。漢にとっての経済・軍事に於ける重要な拠点となり、豊かな土地と防衛拠点としての使命から厳しい政治を避けると言う事があり、税も物価も安く、住民は平和と豊かさを楽しんでいた。この頃の人口が3万8千ほどと言う記録があり、現在の3分の1ほどだが、中国の全人口が現在の20分の1以下（注:現在の中華人民共和国の領土は前漢よりかなり広い）の6千万ほどであるからこの頃の敦煌がいかに栄えていたかがわかる。
ただしこの地の住民は漢政府により送り込まれた窮迫農民や犯罪者であった。そして敦煌の住民が漢の中心地へと帰ることは禁じられていた。
その後の五胡十六国時代には中央から自立した西涼がこの地に首都を置いた。これ以後は沙州（現在の敦煌市沙州鎮）・瓜州（現在の敦煌市）と呼ばれる。西涼は北魏によって滅ぼされ、北魏に於いても西域に対する拠点として重要さは変わらなかった。魏晋南北朝時代は仏教が中国に布教した時代でもあり、この地では竺法護などの僧が西方よりやってくる経典の訳に励み、布教に大きく貢献した。また366年から僧楽僔（らくそん、僔は人偏に尊）によって莫高窟の掘削が始まっている。五胡十六国時代から敦煌は張氏・索氏・令狐氏・范氏・宋氏と言う五家の名族によって実質的に支配されており、名族社会を形成していた。
唐代にも引き続き、西域への玄関口として重要であった。しかし安史の乱により唐政府の統制力が弱まり、この地は781年に吐蕃の侵攻を受けて、786年以後70年間は吐蕃の支配下に入った。摩訶衍が吐蕃へ禅宗を伝えたが、カマラシーラ（蓮華戒）とのサムイェー寺の宗論に敗れ、中国仏教は追放された。吐蕃が唐と対立すると、吐蕃の支配下では交易が行われず、経済の動脈を絶たれた敦煌は一気に衰退した。
851年、漢人の張議潮が吐蕃に反乱を起こしてこの地に独立し、唐に帰順して帰義軍節度使に任じられた。この頃には唐政府の権威は更に衰えており、実質的には独立勢力である。張議潮勢力の下で交易は再開されたが、かつての盛況振りからすれば比べ物にならないほど衰えていた。張氏のあとは、曹氏が帰義軍の勢力を引き継いだ。
北宋代に入り、タングートが力をつけて西夏を建てて、1036年にこの地を占領した。敦煌文書が莫高窟の耳窟の中に放り込まれ、入口を塗り込められたのはこの時代と考えられている。1227年にモンゴル帝国が西夏を滅ぼし、引き続いて元の支配下に入る。しかしこの頃になると中国と西方を結ぶルートがシルクロードから南方の海の道へと移行し始め、この地の価値は下落し、寂れた町へとなっていく。

### 近代
その後、長らく忘れ去られた町となり、莫高窟も見向きもされていなかった。しかし1900年、この地にいた道士・王円籙（おう えんろく）が偶然に莫高窟中の第16窟の壁の中に隠されていた耳窟（第17窟, 後に「蔵経洞」と命名）から大量の文献を発見した。この報告を受けた地方官と王円籙は学術的見識を有さず、この文書はしばらくの間は放置された。
1907年にその噂を聞きつけてやって来たイギリスのオーレル・スタインが王円籙から数千点の文書・絵画を買い込んでイギリスへと持ち帰った。翌年にフランスのポール・ペリオが同じように約三分の一に相当する文献をフランスへ持ち帰った。これらが大英博物館とフランス国立図書館に蔵され、研究者の間で敦煌の名が広く知られるようになった。海外流出を知った清朝政府は、学部を派して北京へと文書を移動させた。移動中に現地収集家の手に流れ、一部が民間に流出したが、これら敦煌文書は北京京師図書館で保管されている。
後に入った各国の探検隊は、ロシア（1909年-1910年）、ドイツ（1914年-1915年）、日本の大谷探検隊（西本願寺の大谷光瑞によって派遣された）・アメリカ合衆国の探検隊が少量であるが、入手して研究を進めた。これら敦煌文献の発見が、後の『敦煌学』への契機となった。
莫高窟も中華人民共和国が成立すると保護を受けられるようになり、1987年に世界遺産に登録され、観光名所として栄えている。

## 行政区画
- 鎮：七里鎮、沙州鎮、粛州鎮、莫高鎮、転渠口鎮、陽関鎮、月牙泉鎮、郭家堡鎮、黄渠鎮

## 姉妹都市
- 大分県臼杵市
- 神奈川県鎌倉市
- 栃木県日光市

## 観光
- 国家重点風景名勝区：鳴沙山、月牙泉
- 全国重点文物保護単位：莫高窟、玉門関および長城烽燧遺址、懸泉置遺址（中国語版）
- 敦煌ヤルダン国家地質公園
- 敦煌市博物館

## 交通
航空
- 敦煌空港

鉄道
- 敦煌線
  - 敦煌駅、甜水井駅
- 蘭新線
  - 紅柳河駅
- 蘭新線第二複線
  - 紅柳河南駅

道路
- 215国道、313国道

## 敦煌を題材にした作品
- 『敦煌』 - 井上靖の小説。映画化もされた。
- 『敦煌物語』松岡譲 平凡社、新版2003年 井上靖に影響を与えた。初版1943年
- 『シルクロード・敦煌』（喜多郎） - NHK特集 シルクロード・オリジナルサウンドトラック
- 『さばくの宝の城』 -池田大作原作のOVA.